# Anatolij Konsztantyinovics Iszajev
Anatolij Konsztantyinovics Iszajev (Moszkva, 1932. július 14. – Moszkva, 2016. július 10.) olimpiai bajnok szovjet válogatott orosz labdarúgó, edző.

## Pályafutása

### Klubcsapatban
1949-ben a Szaljut Moszkva korosztályos csapatában kezdte a labdarúgást. 1952-53-ban a VVSZ Moszkva labdarúgója volt. 1953 és 1962 között a Szpartak Moszkva csapatában szerepelt, ahol négy bajnoki címet és egy szovjet kupagyőzelmet ért el az együttessel. 1963-64-ben a Sinnyik Jaroszlavl játékosa volt. 1964-ben fejezte be az aktív labdarúgást.

### A válogatottban
1955 és 1957 között 16 alkalommal szerepelt a szovjet válogatottban és hat gólt szerzett. Tagja volt az 1956-os melbourne-i olimpiai játékokon aranyérmet nyert csapatnak.

### Edzőként
1965 és 1973 között a Szpartak Moszkva csapatánál tevékenykedett edzőként. 1967-ig az ifjúsági csapat edzője, majd 1972-ig az első csapat segédedzője volt. 1973-ban egy idényre visszatért az ifjúsági csapathoz. 1974-ben az Ararat Jerevan segédedzője volt. 1975 és 1977 között ismét a Szpartaknál dolgozott. Előbb az ifjúsági csapat vezetőedzője volt, majd az első csapatnál segédedzőként tevékenykedett.
1976 és 1989 között a szovjet U17-es válogatottnál segédedző volt. Közben 1980 és 1984 között a Tyeksztyilscsik Ivanovo, 1985 és 1987 között a Rotor Volgograd, majd 1987-88-ban ismét a Tyeksztilscsik szakmai munkáját irányította.
1989 és 1991 között a Geolog Tyumeny sportigazgatója volt. Közben 1990-ben az iraki olimpiai válogatott, 1990-91-ben a szovjet olimpiai válogatott a szövetségi kapitánya volt. 1992-93-ban az orosz U21-es válogatott szakmai munkáját irányította. 1992 és 1994 között a Rotor Volgograd vezetőedzője, 1996-97-ben a Gealog Tyumen segédedzője volt.

## Sikerei, díjai
Szovjetunió
- Olimpiai játékok
  - aranyérmes: 1956, Melbourne

 Szpartak Moszkva
- Szovjet bajnokság
  - bajnok: 1953, 1956, 1958, 1962
- Szovjet kupa
  - győztes: 1958